# 서귀포여자중학교
서귀포여자중학교(西歸浦女子中學校)는 대한민국 제주특별자치도 서귀포시 서홍동에 있는 공립 중학교이다.

## 학교 연혁
- 1960년 5월 3일 : 서귀여자중학교 3학급 설립 인가(서포시 서귀동 121번지)
- 1960년 12월 1일 : 서귀중학교 1학년 여학생 92명 인수하여 개교
- 1960년 12월 2일 : 초대 교장 강종숙 선생 취임
- 1961년 1월 21일 : 서귀포시 서귀동 713번지로 학교 이전
- 1963년 1월 22일 : 서귀여자고등학교와 병설
- 1963년 3월 15일 : 서귀여자고등학교 개교(병설)
- 1965년 11월 22일 : 서귀동 284-7번지(일호광장)로 이전
- 1975년 6월 7일 : 서귀여자고등학교와 분리 이전(호근동 1561번지)
- 1979년 3월 1일 : 문교부지정 가정과 기술 연구학교 운영
- 1981년 3월 1일 : 문교부 지정 외국어(영어) 연구학교 2개년 운영
- 1987년 3월 1일 : 문교부지정 과학과 연구학교 운영
- 1988년 3월 1일 : 교육부지정 과학과 연구학교 운영
- 1999년 8월 13일 : 서귀포시 서홍동 1326번지로 학교 신축 이전
- 2001년 3월 1일 : 서귀포여자중학교로 교명 변경
- 2003년 8월 31일 : 슬가람도서관 개관
- 2006년 11월 7일 : 다목적 강당(슬가람관/체육관, 시청각실) 개관, 별관(기술가정실, 진로정보실) 신축
- 2010년 6월 1일 : 창의 인성 선도학교 운영(제주특별자치도교육청지정)
- 2013년 3월 1일 : 과목중점형 교과교실제 운영
- 2020년 12월 28일 : 별관2동(급식동) 신축
- 2024년 3월 1일 : 제25대 교장 현혜정 선생 취임
- 2025년 1월 6일 : 제63회 졸업식(졸업생 136명, 누계 14,799명)

## 참고 자료
- 서귀포여자중학교 - 한국교육학술정보원 학교알리미